# جو بيترز
جو بيترز (بالإنجليزية: Joe Peters)‏ هو فنان زجاج ‏ أمريكي، ولد في 25 نوفمبر 1983 في سبرينغفيلد في الولايات المتحدة.

## وصلات خارجية
- الموقع الرسمي